# Anders Olsson i Tyllered
Anders Olsson (i riksdagen kallad Olsson i Tyllered), född 2 mars 1849 i Harplinge socken, Hallands län, död 29 maj 1928 i Tyllered, Tvååkers socken, var en svensk lantbrukare, kommunalman och riksdagsman (moderat).
Anders Olsson var lantbrukare i Tyllered i Tvååkers socken. Han var ledamot av riksdagens andra kammare för Himle härads valkrets, Hallands län 1912-1914. Han skrev i riksdagen 10 egna motioner bl.a. om inlösen av skattefrälseräntor, om sättet för försäljning av kronojord och om borttagande af bär på annans mark.

## På andra projekt
- Wikisource har originalverk som rör Anders Olsson i Tyllered.